# Taiwangran
Taiwangran (Abies kawakamii) är en växtart i släktet ädelgranar och familjen tallväxter. Den beskrevs först av Bunzo Hayata som Abies mariesii var. kawakamii, och fick sitt nu gällande namn av Tokutarô Itô.

## Utbredning
Taiwangranen är endemisk på Taiwan. Den växer i bergen, mellan 2 400 och 3 800 meter över havet, och är känd från sju växtplatser på Taiwan. Arten togs till Storbritannien 1930 och påträffas ibland i arboretum i Europa och Nordamerika, men är ovanlig i odling.
IUCN kategoriserar arten globalt som nära hotad.

## Användning
Under japansk tid 1895–1945 avverkades arten och exporterades till Japan. Numera sker mycket lite avverkning.